# Zikmund Ludvík z Ditrichštejna
Zikmund Ludvík z Ditrichštejna (německy Sigismund Ludwig Graf von Dietrichstein, 1603 – 18. října, Štýrský Hradec) byl rakouský šlechtic z rodu Ditrichštejnů, od roku 1631 hrabě v Korutanech, svobodný pán z Hollenburgu a Finkensteinu. Sloužil ve službách císařů Ferdinanda II., Ferdinanda III. a Leopolda I. jako komorník, kancléř a prezident dvorské komory Vnitřního Rakouska.

## Život

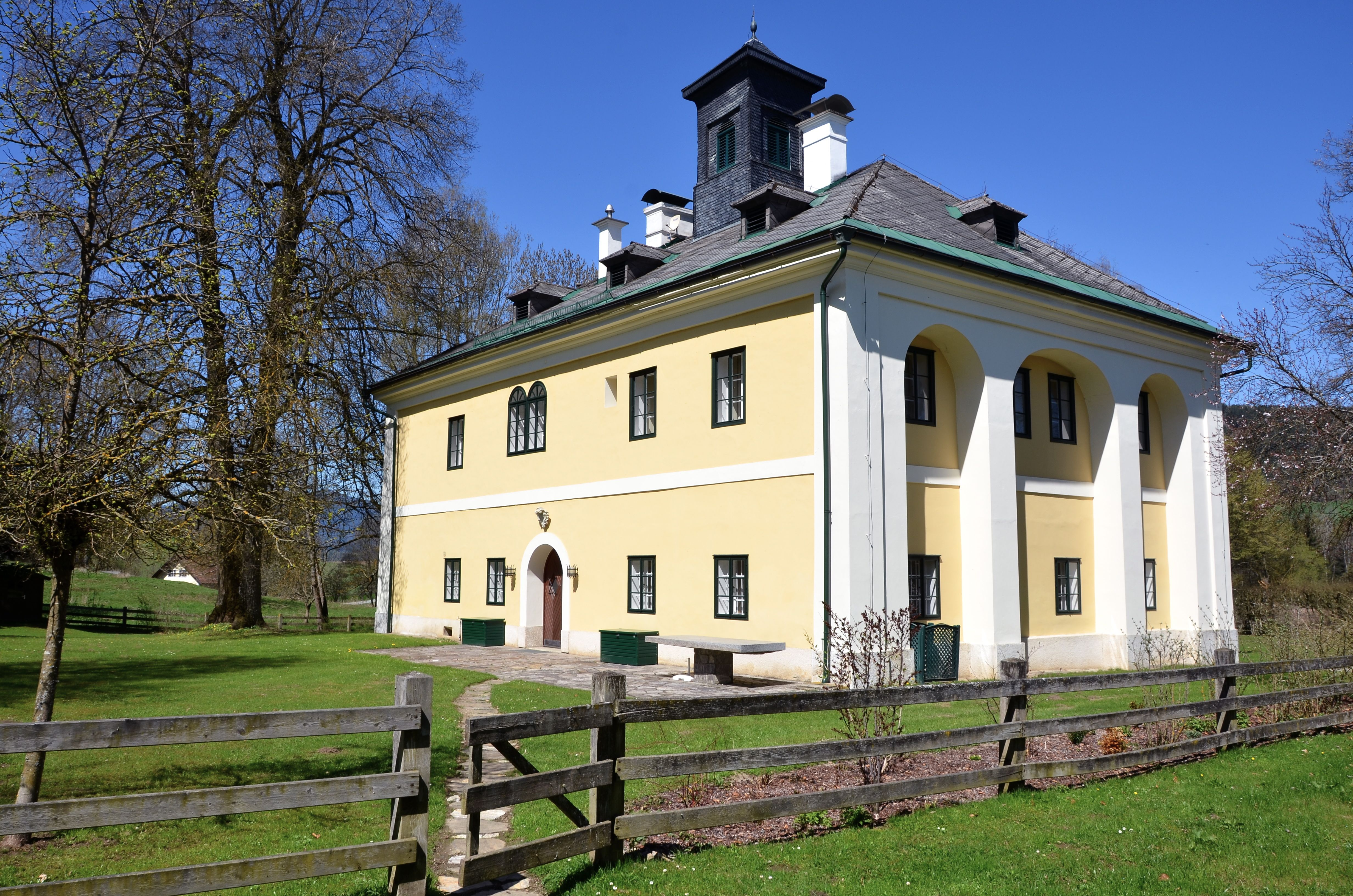
Zámek Dietrichstein v Korutanech

Narodil se jako syn svobodného pána Erasma z Ditrichštejna-Weichselstechtu (1570–1621) a jeho druhé manželky Juliany Wagenové z Wagenspergu, dcery Jana Baltazara Wagena z Wagenspergu († 1612). Jeho dědečkem byl Seyfried z Ditrichštejna († 1583) a Uršula ze Siegersdorfu, pradědečkem byl Linhart z Ditrichštejna-Weichselstechtu († 1559).
Měl bratra Jiřího Seyfrieda z Ditrichštejna, který zemřel bezdětný v roce 1673 v Mantově a Jana Baltazara z Ditrichštejna († 1634), který se v roce 1634 ve Vídni oženil s Eleonorou Eusebií z Donína († 1676), dcerou hornolužického zemského fojta Karla Hanibala z Donína (1588-1633).
Zikmund Ludvík z Ditrichštejna se narodil jako protestant a v roce 1630 přestoupil na katolickou víru. V roce 1631 on a jeho bratr Jan Baltazar byli povýšeni do hraběcího stavu.
V roce 1639 získal Zikmund Ludvík panství Landskron a Welden v Korutanech, které zůstalo v držení rodu Ditrichštejnů až do jeho smrti v roce 1861.

## Manželství a rodina
Zikmund Ludvík z Ditrichštejna se v roce 1632 oženil s hraběnkou Annou Marií z Meggau (1610 – 3. května 1698, Vídeň), dcerou říšského hraběte Linharta Helfrýda z Meggau (1577–1644) a Anny Susanny Khuenové z Belasi († 1628). Z jejich manželství se narodilo osm dětí:
- Anna Terezie, provdaná 2. září 1653 za hraběte Františka Mikuláše z Lodronu († 15. července 1695)
- Pius Ondřej Josef
- Zikmund Helfrýd z Ditrichštejna (1635 – 2. 4. 1690), ženatý od 8. 3. 1666 s Marií Isabelou Gonzagovou (1638 – 26. 4. 1702); měli syna a dceru
- František Josef († 1722)
- Eleonora (1. září 1639, Štýrský Hradec – 15. února 1704, Vídeň), provdaná 6. listopadu 1657 ve Štýrském Hradci za hraběte Jana Otu z Rindsmaulu († 28. září 1667, Štýrský Hradec)
- Zuzana Polyxena († 20. června 1706), provdaná za hraběte Bernarda Ignáce Jana Bořitu z Martinic (1615 – 7. ledna 1685, Praha), 1657 rytíře Řádu zlatého rouna
- František Antonín Adam z Ditrichštejna (30. března 1642, Štýrský Hradec – 24. července 1702, Vídeň), hrabě z Ditrichštejna-Weichselsttetu, svobodný pán z Hollenburgu a Finkensteinu, od roku 1669 ženatý s hraběnkou Marií Cecilií Rosinou z Trauttmannsdorffu (1647 – 1706, Štýrský Hradec); měli jednoho syna a dvě dcery
- Jiří Siegfried z Ditrichštejna (17. listopadu 1645 – 27. prosince 1714), hrabě z Ditrichštejna-Finkenstein, ženatý 24. dubna 1676 s Johanou Marií Hoffmannovou z Grünbüchlu († 26. prosince 1680); měli dceru a syna